# Erkki Rautio
Erkki Rautio (* 5. Oktober 1931 in Helsinki) ist ein finnischer Violoncellist und Musikpädagoge. Er ist der Bruder des Komponisten Matti Rautio (1922–1986) und des Violinisten Paavo Rautio (1924–2005). Er ist der Vater des Malers Ilmari Rautio (* 1958) und des Pianisten Martti Rautio (* 1962).

## Leben und Werk
Erkki Rautio studierte von 1948 bis 1951 in seiner Heimatstadt Helsinki an der Sibelius-Akademie bei Yrjö Selin sowie bei Enrico Mainardi in Rom und bei Pierre Fournier in Paris.
Erkki Rautio wirkte von 1957 bis 1959 als Cellist beim Philharmonischen Orchester Helsinki. Er war an zahlreichen Uraufführungen klassischer Musik beteiligt. Er spielte Platten mit dem japanischen Pianisten Izumi Tateno als Duo ein. Erkki Rautio konzertierte in Mitteleuropa und in der UdSSR.
Erkki Rautio wirkte von 1959 bis 1965 als Cellolehrer am Musikkolleg von Oulu. Von 1965 bis 1994 war Erkki Rautio an der Sibelius-Akademie in Helsinki als Professor für Cellospiel tätig. Von 1990 bis 1993 wirkte er als Rektor dieser Akademie. Erkki Rautio gab Meisterkurse in Finnland und im Ausland.  Er wirkte als Jurymitglied bei internationalen Wettbewerben.
1962 erhielt Erkki Rautio die Pro-Finlandia-Medaille.